# Montreal Wanderers
Montreal Wanderers byl profesionální kanadský klub ledního hokeje, který sídlil v Montréalu v provincii Québec. V letech 1917–1918 působil v profesionální soutěži National Hockey League. Své domácí zápasy odehrával v hale Montreal Arena s kapacitou 4 300 diváků. Klubové barvy byly bílá a červená.
Klub byl druhým Montrealským klubem zakládajícím NHL, ale i jedním z nejúspěšnějších klubů před jejím založením. "Poutníci" celkem čtyřikrát vyhráli Stanley Cup (1906, 1907, 1908 a 1910), vždy pod vedením manažera Boona. K jejích největším oporám patřil Pud Glass, Moose Johnson a také dva pozdější vynikající manažeři - Art Ross a Lester Patrick. Art Ross byl také jedním z jedenácti mužů, kteří oblékli v NHL dres Wanderers. Pouhých jedenáct mužů proto, že Wanderers nešťastně svou účast v NHL skončili po šesti zápasech. 3. ledna 1918 vyhořela montrealská Westmount Arena, domov obou místních týmů. Pro Wanderers, jichž byla aréna majetkem, to znamenalo finanční krach a konec v NHL.
Z šesti odehraných zápasů zvítězili Wanderers jen v jediném a protože zbývajících pět zápasů prohráli, tak si do historické tabulky NHL zapsali dva body a pasivní skóre - 17:35. Z historického hlediska je to nejhorší výsledek.

## Úspěchy
- Vítěz Stanley Cupu ( 4× )
  - 1906 (březen), 1907, 1908, 1910

## Umístění v jednotlivých sezonách
Stručný přehled
Zdroj: 
- 1904–1905: Federal Amateur Hockey League
- 1906–1909: Eastern Canada Amateur Hockey Association
- 1910–1917: National Hockey Association
- 1917–1918: National Hockey League

Jednotlivé ročníky
Zdroj: 
Legenda: Z - zápasy, V - výhry, VP - výhry v prodloužení, R - remízy, P - porážky, PP - porážky v prodloužení, VG - vstřelené góly, OG - obdržené góly, +/- - rozdíl skóre, B - body, KPW - Konference Prince z Walesu, CK - Campbellova konference, ZK - Západní konference, VK - Východní konference, fialové podbarvení - reorganizace, změna skupiny či soutěže
| Kanada (1904 – 1917)       |                   |        |                                                                     |                                                                     |                                                                     |                                                                     |                                                                     |                                                                     |                                                                     |                                                                     |                                                                     |                                                                     |        |            |
| Sezóny                     | Liga              | Úroveň | Z                                                                   | V                                                                   | VP                                                                  | R                                                                   | PP                                                                  | P                                                                   | VG                                                                  | OG                                                                  | +/-                                                                 | B                                                                   | Pozice | Play-off   |
| 1904                       | FAHL              | –      | 6                                                                   | 6                                                                   | –                                                                   | 0                                                                   | –                                                                   | 0                                                                   | 38                                                                  | 18                                                                  | +20                                                                 | 12                                                                  | 1.     | Ne         |
| 1904/05                    | FAHL              | –      | 10                                                                  | 8                                                                   | –                                                                   | 0                                                                   | –                                                                   | 2                                                                   | 44                                                                  | 27                                                                  | +17                                                                 | 16                                                                  | 2.     | Ne         |
| 1906                       | ECHA              | –      | 10                                                                  | 9                                                                   | –                                                                   | 0                                                                   | –                                                                   | 1                                                                   | 74                                                                  | 38                                                                  | +36                                                                 | 18                                                                  | 2.     | Ne         |
| 1907                       | ECHA              | –      | 10                                                                  | 10                                                                  | –                                                                   | 0                                                                   | –                                                                   | 0                                                                   | 105                                                                 | 39                                                                  | +66                                                                 | 20                                                                  | 1.     | Finále SC  |
| 1907/08                    | ECHA              | –      | 10                                                                  | 8                                                                   | –                                                                   | 0                                                                   | –                                                                   | 2                                                                   | 63                                                                  | 52                                                                  | +11                                                                 | 16                                                                  | 1.     | Vítěz SC   |
| 1909                       | ECHA              | –      | 12                                                                  | 9                                                                   | –                                                                   | 0                                                                   | –                                                                   | 3                                                                   | 82                                                                  | 61                                                                  | +21                                                                 | 18                                                                  | 2.     | Ne         |
| 1910                       | NHA               | –      | 12                                                                  | 11                                                                  | –                                                                   | 0                                                                   | –                                                                   | 1                                                                   | 91                                                                  | 41                                                                  | +50                                                                 | 22                                                                  | 1.     | Vítěz SC   |
| 1910/11                    | NHA               | –      | 16                                                                  | 7                                                                   | –                                                                   | 0                                                                   | –                                                                   | 9                                                                   | 73                                                                  | 88                                                                  | -15                                                                 | 14                                                                  | 4.     | Ne         |
| 1911/12                    | NHA               | –      | 18                                                                  | 9                                                                   | –                                                                   | 0                                                                   | –                                                                   | 9                                                                   | 95                                                                  | 96                                                                  | -1                                                                  | 18                                                                  | 3.     | Ne         |
| 1912/13                    | NHA               | –      | 20                                                                  | 10                                                                  | –                                                                   | 0                                                                   | –                                                                   | 10                                                                  | 93                                                                  | 90                                                                  | +3                                                                  | 20                                                                  | 2.     | Ne         |
| 1913/14                    | NHA               | –      | 20                                                                  | 7                                                                   | –                                                                   | 0                                                                   | –                                                                   | 13                                                                  | 102                                                                 | 125                                                                 | -23                                                                 | 14                                                                  | 5.     | Ne         |
| 1914/15                    | NHA               | –      | 20                                                                  | 14                                                                  | –                                                                   | 0                                                                   | –                                                                   | 6                                                                   | 127                                                                 | 82                                                                  | +45                                                                 | 28                                                                  | 2.     | Finále NHA |
| 1915/16                    | NHA               | –      | 24                                                                  | 10                                                                  | –                                                                   | 0                                                                   | –                                                                   | 14                                                                  | 90                                                                  | 116                                                                 | -26                                                                 | 20                                                                  | 4.     | Ne         |
| 1916/17                    | NHA (1. polovina) | –      | 10                                                                  | 3                                                                   | –                                                                   | 0                                                                   | –                                                                   | 7                                                                   | 56                                                                  | 72                                                                  | -16                                                                 | 6                                                                   | 5.     | Ne         |
| 1916/17                    | NHA (2. polovina) | –      | 10                                                                  | 2                                                                   | –                                                                   | 0                                                                   | –                                                                   | 8                                                                   | 38                                                                  | 65                                                                  | -27                                                                 | 4                                                                   | 4.     | Ne         |
| USA / Kanada (1917 – 1918) |                   |        |                                                                     |                                                                     |                                                                     |                                                                     |                                                                     |                                                                     |                                                                     |                                                                     |                                                                     |                                                                     |        |            |
| Sezóny                     | Liga              | Úroveň | Z                                                                   | V                                                                   | VP                                                                  | R                                                                   | PP                                                                  | P                                                                   | VG                                                                  | OG                                                                  | +/-                                                                 | B                                                                   | Pozice | Play-off   |
| 1917/18                    | NHL (1. polovina) | 1      | 6                                                                   | 1                                                                   | –                                                                   | 0                                                                   | –                                                                   | 5                                                                   | 17                                                                  | 35                                                                  | -18                                                                 | 2                                                                   | 4.     | Ne         |
| 1917/18                    | NHL (2. polovina) | 1      | Klub se z důvodu vyhořelé arény nezúčastnil druhé poloviny soutěže. | Klub se z důvodu vyhořelé arény nezúčastnil druhé poloviny soutěže. | Klub se z důvodu vyhořelé arény nezúčastnil druhé poloviny soutěže. | Klub se z důvodu vyhořelé arény nezúčastnil druhé poloviny soutěže. | Klub se z důvodu vyhořelé arény nezúčastnil druhé poloviny soutěže. | Klub se z důvodu vyhořelé arény nezúčastnil druhé poloviny soutěže. | Klub se z důvodu vyhořelé arény nezúčastnil druhé poloviny soutěže. | Klub se z důvodu vyhořelé arény nezúčastnil druhé poloviny soutěže. | Klub se z důvodu vyhořelé arény nezúčastnil druhé poloviny soutěže. | Klub se z důvodu vyhořelé arény nezúčastnil druhé poloviny soutěže. | –.     | Ne         |